# Lucjan Wieczorek
Lucjan Wieczorek – polski lekkoatleta, specjalizujący się w biegach średniodystansowych.

## Osiągnięcia
- Mistrzostwa Polski seniorów w lekkoatletyce
  - Warszawa 1928 – brązowy medal w biegu na 1500 m